# Tawau Division
Tawau Division (Bahagian Tawau) is een deelgebied van de deelstaat Sabah op Borneo in Maleisië.
Het is 14.905 km² groot.

## Bestuurlijke indeling
De Tawau Division is onderverdeeld in vier districten:
- Kunak
- Lahad Datu
- Semporna
- Tawau

## Geografie
Pulau Sipadan en Tawau Hills Park behoren ook tot de Tawau Division.

### Steden
Grote steden zijn: Tawau, Lahad Datu, Kunak en Semporna.